# Argos (Riese)

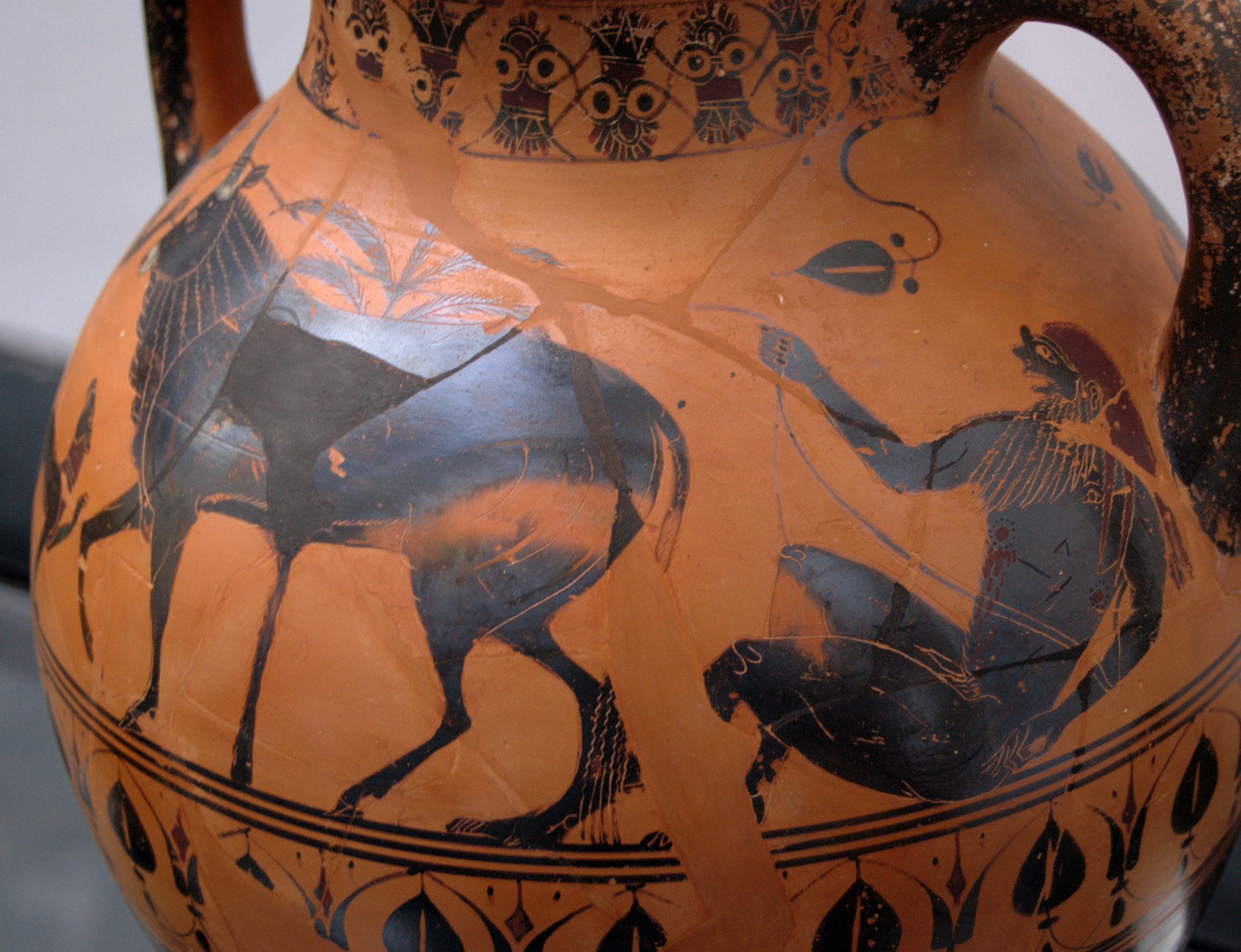
Io (als Kuh) und Argos, schwarzfigurige Amphora, 540–530 v. Chr., Staatliche Antikensammlungen (Inv. 585)

Argos (altgriechisch Ἄργος Árgos, deutsch ‚der Schimmernde‘, lateinisch Argus), auch Argos Panoptes (Ἄργος Πανόπτης Árgos Panóptēs, deutsch ‚der Allesseher‘) war nach der griechischen Mythologie ein riesiges Ungeheuer mit hundert (oder zahlreichen) Augen am ganzen Leib, so dass er in alle Richtungen schauen konnte, zumal immer nur ein Augenpaar zu einer gegebenen Zeit schlief.

## Mythos
Echidna war laut Hesiod eine unsterbliche Nymphe; dennoch wurde sie von Argos im Schlaf getötet. Argos wusste also aus eigener Erfahrung, wie tödlich Schlaf sein kann. Der vorsichtige Zeus verwandelte seine Geliebte Io in eine Kuh.
Hera, die eifersüchtige Gattin und Schwester von Zeus, beauftragte Argos damit, die in eine Kuh verwandelte Io zu bewachen. Zeus schickte Hermes, den Argeiphontes (Argostöter), den Argos zu töten und Io zu stehlen. Hermes, der wusste, dass Argos’ aufmerksamen Augen nichts entging, schläferte Argos zunächst mit seinem Flötenspiel ein, erschlug ihn dann mit einem Felsen und enthauptete ihn. Zeus gelang es dann in Gestalt eines Stieres mit Io zu kopulieren und so den Epaphos zu zeugen.
Die hundert Augen des Argos versetzte Hera in das Federkleid des Pfaus.
Argos hatte einen Sohn namens Iasos, der König der Stadt Argos wurde. Nach anderen Erzählungen hatte dieser allerdings den Triopas zum Vater.
Ob der Hund des Odysseus, Argos, in Anerkennung seiner besonderen Wachsamkeit nach dem Riesen benannt worden ist oder dies zu Homers Zeit ein üblicher Hütehundname war, ist nicht eindeutig geklärt.

## Sprichwort
Noch heute schauen misstrauische Zeitgenossen, die „alles“ sehen möchten, „mit Argusaugen“ und verbitten sich jene „Flötentöne“, die sie einschläfern sollen.

## Argos in der Kunst

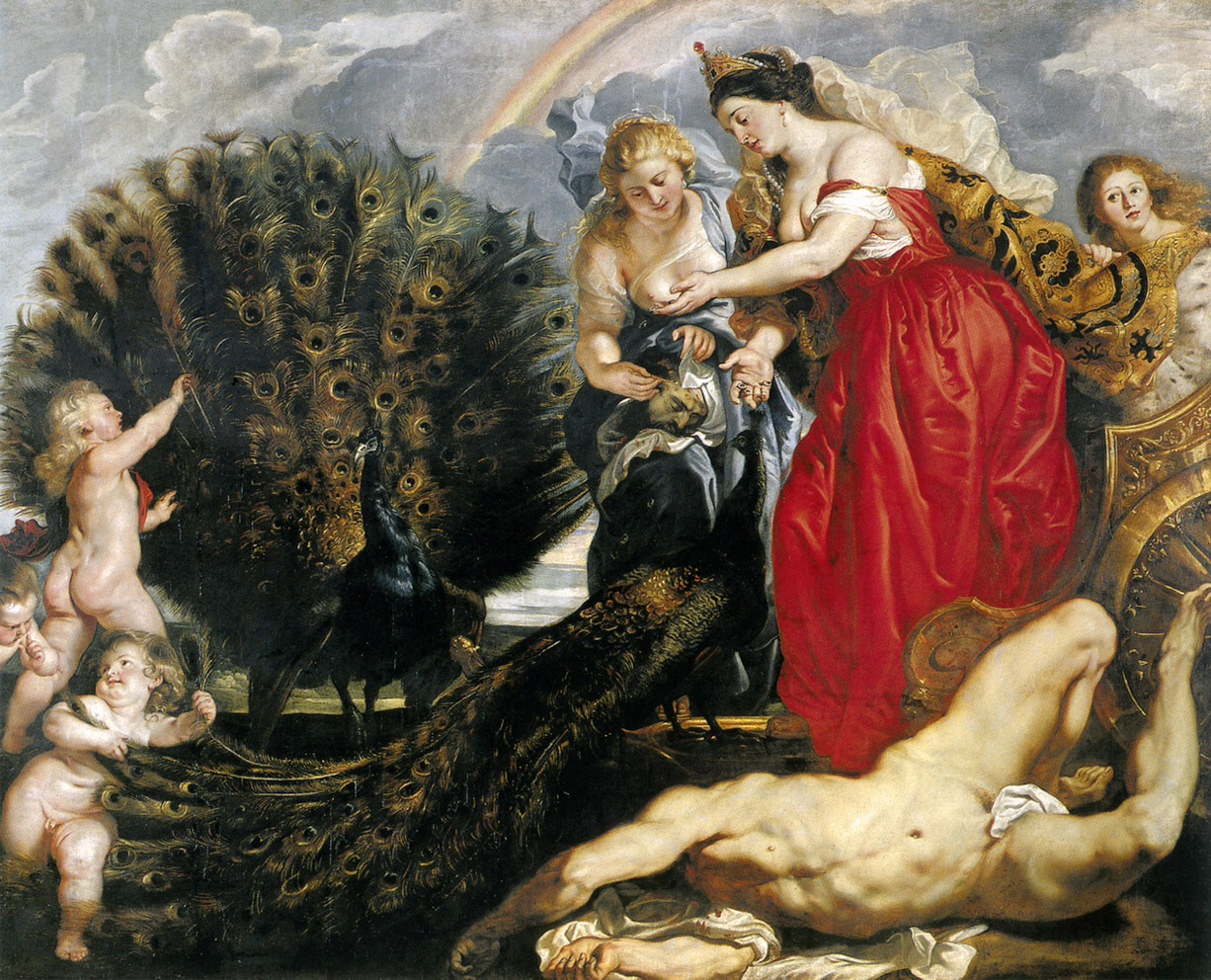
Peter Paul Rubens: Juno und Argus, um 1610, Wallraf-Richartz-Museum, Köln

Peter Paul Rubens malte das Bild Juno und Argus. Es zeigt, wie Hera (latein. Juno) die Augen des erschlagenen Argos an sich nimmt.